# Morue sacrée du Massachusetts
Vous lisez un « bon article » labellisé en 2018.
La Morue sacrée du Massachusetts (en anglais : Sacred Cod of Massachusetts ou Sacred Cod) est une sculpture sur bois représentant une morue, qui est suspendue dans la salle où se tiennent les séances de la Chambre des représentants du Massachusetts, dans le Capitole de l'État, à Boston.
La sculpture, qui symbolise l'importance historique de la pêche pour l'économie de l'État du Massachusetts, mesure environ un mètre et demi et est taillée dans une seule pièce de bois de pin. Il y a eu trois Morues sacrées successives, celle actuellement en place a été sculptée en 1784 et offerte à la Chambre une année plus tard par John Rowe, un marchand de Boston. Symbole du caractère sacré de celle-ci, l'exemplaire actuel a été subtilisé pendant deux jours en 1933 par des étudiants de Harvard, provoquant alors une panique locale et des recherches policières approfondies avant d'être rendu.

## Contexte de création
La morue et le Massachusetts sont reliés par différents aspects, historiques comme humains. Cette espèce de poissons est abondante sur les côtes de cet État, ce qui explique le choix du toponyme Cape Cod, ou cap de la morue, par l'explorateur anglais Bartholomew Gosnold en 1602 pour désigner cette région. Jusqu'à la révolution industrielle, la pêche de la morue de l'Atlantique ou Gadus morhua est l'un des principaux secteurs d'activité de la façade côtière du Massachusetts. Son importance est telle qu'en 1895 un rapport parlementaire de l’État la décrit comme la première source d'exportation de la région. Dans les zones de Gloucester et de Boston, l'industrie de la morue mobilise à cette époque une flotte d'environ 400 navires et induit des activités dans le domaine de l'exploitation de mines de sel, de la récolte de glace, ainsi que dans la construction navale. Dès le début de l'histoire des États-Unis, la morue est utilisée comme monnaie d'échange dans les premières transactions commerciales, et sert à acquérir des matériaux précieux en Europe, ainsi que du rhum et de la mélasse des Antilles. Cette activité atteint son apogée dans la région vers 1840 et mobilise alors 1 300 navires et 12 000 personnes. 150 ans plus tard, en raison de la surpêche induite par la modernisation de cette activité, la morue de l'Atlantique voit son statut de conservation passer au rang d'espèce vulnérable en 1996 et risque d'être classée comme espèce menacée.
Une symbolique se développe autour de ce poisson en Nouvelle-Angleterre pendant plusieurs siècles. L’appellation « aristocratie de la morue » désigne toute une classe aisée de la population dont la richesse est liée au commerce de ce poisson. L'image de la morue apparaît sur plusieurs pièces de monnaie ainsi que sur des timbres de la colonie de la baie du Massachusetts, montrant ainsi les liens existants entre la richesse économique et ce poisson dans les premières années de la colonisation de la Nouvelle-Angleterre. Cette imagerie est aussi visible dans la région chez plusieurs institutions politiques ou commerciales de cette époque, apparaissant ainsi que le sceau de la Plymouth Land Company, sur la version de 1776 du sceau du New Hampshire, ou sur l'un des premiers cimiers de la Salem Gazette. Le poisson est aussi visible sur de nombreuses girouettes de la côte de la région, montrant ainsi son importance pour la population de l'époque. Cette position particulière dans la société vaut à la morue d'être choisie en 1974 comme l'un des symboles officiels de l'État du Massachusetts.

## Description

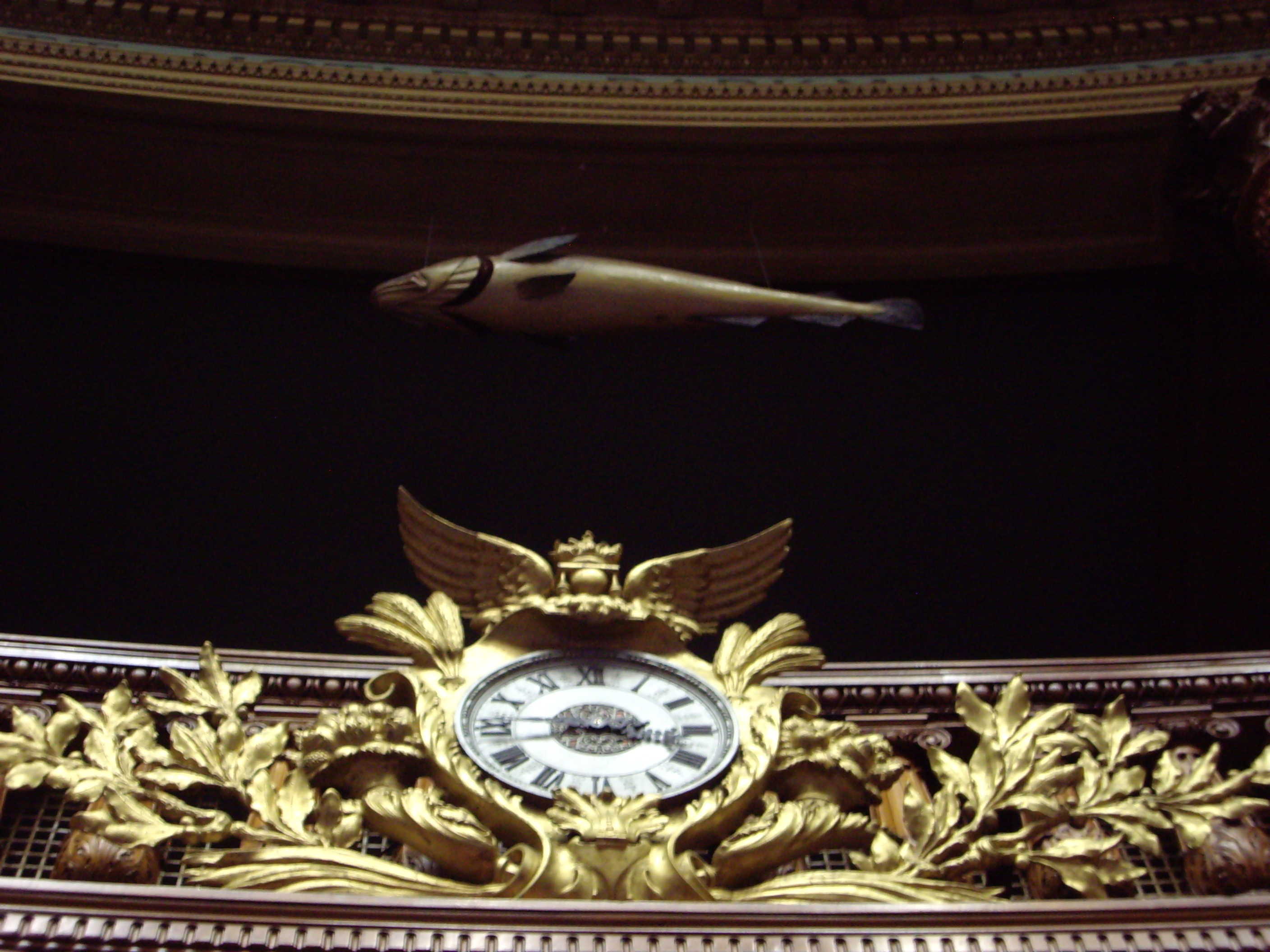
La Morue sacrée suspendue au-dessus des représentants du Massachusetts.

La Morue sacrée est une sculpture en bois peinte représentant une morue de l'Atlantique ; la pièce actuelle est la troisième d'une série de représentations portant toutes le même nom. Dès sa première version, le poisson trouve sa symbolique dans l'importance que revêt l'industrie de la pêche dans le Massachusetts. La sculpture la plus récente, réalisée en 1784, a été offerte plus tard la même année par le marchand bostonien John Rowe. L'identité de l'artiste à l'origine de cette pièce gravée dans un bloc massif de pin long d'environ un mètre et demi (quatre pieds et onze pouces) n'est pas connue avec exactitude. Cependant, un enregistrement de récits oraux de 1895 attribue sa paternité ou celle d'une des versions antérieures au sculpteur John Welch. Ce dernier étant né le 11 août 1711, et la réalisation la plus récente datant de 1784, son âge au moment de la création de cette version a été jugé incompatible par une commission de la Chambre des représentants en 1895 qui lui a attribué la paternité de la seconde sculpture. En 1894, la surface de la Morue sacrée est peinte par Walter M. Brackett dans un style réaliste.
En 2020, le poisson est visible dans la Chambre des représentants du Massachusetts du Capitole de l'État à Boston où il est suspendu « à l'opposé de la chaise du speaker entre les deux rangées de colonnes centrales, entre les écriteaux « Motely » et « Parkman » », comme décrit par des parlementaires de cette chambre en 1984. La sculpture est orientée vers la gauche lorsqu'observée depuis la position du speaker, en direction du groupe parlementaire du Parti démocrate. Certains articles de presse suggèrent que le poisson est orienté de façon à faire face au parti politique au pouvoir, mais cet usage n'est pas attesté dans les enregistrements de 1895 retraçant l'histoire de la morue.

## Histoire
La Morue sacrée a été déclinée en trois versions. La troisième a été volée en 1933, mais, depuis sa restitution, la Morue sacrée est restée suspendue dans la Chambre des représentants du Massachusetts.

### Première version
À propos de la première version de la morue, le Committee on History of the Emblem of the Codfish (nommé par la Chambre des représentants du Massachusetts en 1895) écrit :
En supposant qu'elle ait existé, peu importe son origine, quand la Chambre a brûlé en 1747, « cette créature préhistorique traditionnelle... s'est, sans le moindre doute, envolée dans un tourbillon de fumée qui obscurcit encore son histoire aux yeux perçants des antiquaires »,.

### Deuxième version
Une deuxième version de la Morue apparaît entre 1748 (quand la Chambre est reconstruite) et 1773.
Cependant, en quelques années, selon le Committee on History of the Emblem of the Codfish :  
Le Committee a « de bonnes raisons de croire que ce poisson manquant... a été sculpté par un John Welch, un patriote de Boston »,.

### Troisième version

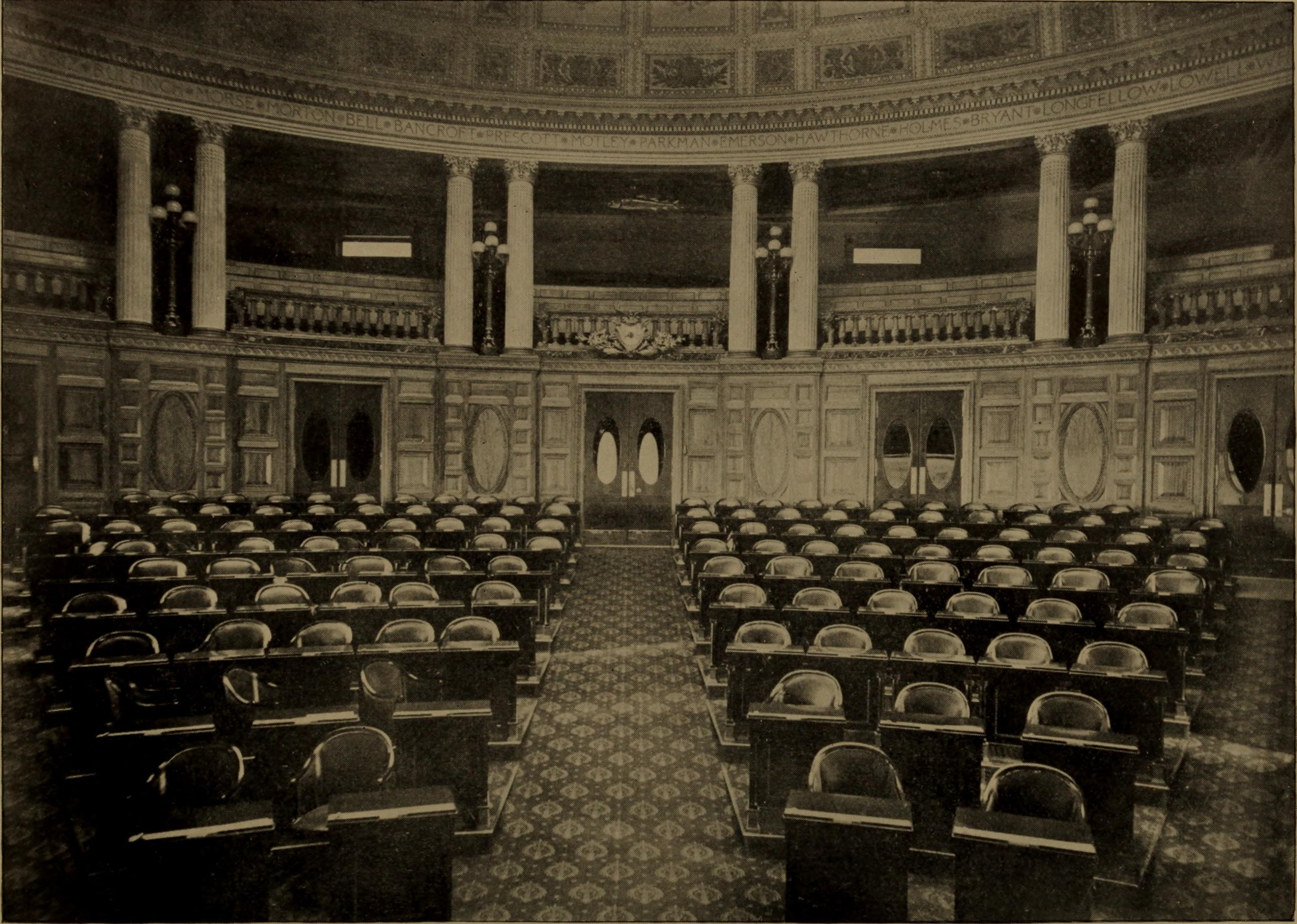
La Morue sacrée est suspendue au fond de la Chambre des représentants du Massachusetts (ici en 1895).

La troisième version de la morue a été installée en 1784 lorsque le représentant John Rowe, un marchand bostonien qui a participé à l'agitation qui a favorisé l'émergence du Boston Tea Party, a demandé un congé pour « suspendre la représentation d'une morue dans la salle où la Chambre délibère, en tant que souvenir de l'importance de la pêche à la morue dans l'économie de ce Commonwealth... Et donc l'emblème a été suspendu » à nouveau dans la vieille Chambre. Cette morue, qui a peut-être été payée par Rowe, est la version actuelle.
En 1798, elle a été déplacée dans le Capitole de l'État, où commençaient à siéger les représentants de l'État du Massachusetts, et suspendue au-dessus du bureau du speaker. Dans les années 1850, elle a été suspendue à l'arrière de la Chambre.
Dans son rapport de 1895, le Committee écrit : « En 1867, pendant une courte période, le poisson est absent de son repaire habituel. Il y est retourné rapidement, plus brillant que jamais, revêtu d'une nouvelle robe sous-marine bariolée. Puis, en 1874, pendant que la Chambre est rénovée, la morue est décrochée pour être à nouveau repeinte. C'est alors que [le vénérable portier de la Chambre], le capitaine Tucker, l'a mesurée, déclarant une longueur de quatre pieds et onze pouces. Il a aussi indiqué que la sculpture est faite d'une seule pièce de bois solide,. »

### Pêche à la morue
La Morue sacrée devient à partir des années 1930 la cible du milieu étudiant de Boston. Le 26 avril 1933, des membres du journal Harvard Lampoon volent pour la première fois la sculpture, événement connu par la suite sous le nom de « cod-napping »,,. Avant d'effectuer celui-ci, les auteurs du vol commencent par détourner l'attention du journal rival, The Harvard Crimson. Le Lampoon, publication humoristique de l'université Harvard, et le Crimson, journal plus sérieux édité par le même établissement, entretiennent alors une rivalité qui pousse leurs membres respectifs à tenter de vandaliser les locaux du journal concurrent. Les auteurs du Lampoon planifient donc une intrusion dans les bureaux du Crimson, pour les empêcher de potentiellement découvrir leur projet de vol, à 5 h 15 du matin pour tamponner des « Compliments of the Lampoon » sur l'édition du lendemain sur Crimson. Le stock de journal ne peut être trouvé au siège du journal, mais J. M. Boyd, l'un des trois membres du Crimson est capturé et amené dans un lieu secret à Wellesley Hills. Ses geôliers essaient d'obtenir de lui qu'il participe à une interview pour la station de radio WBZ, ce qu'il refuse. C'est alors un des membres du Lampoon, R. J. Walsh, qui l'imite sans que les gestionnaires de la radio soient mis courant de la supercherie. Boyd est finalement libéré et ramené au siège du Crimson le lendemain à 9 h 30, après être passé par Boston et y avoir participé à une soirée. Cette diversion permet de tenir occupés les membres du Crimson, ceux-ci étant concentrés sur la recherche de leur collègue, ce qui laisse le champ libre aux membres du Lampoon pour mettre à exécution leur plan.
Après avoir mené leur raid dans les locaux du Crimson, trois des membres du Lampoon partent pour voler la Morue sacrée et visitent le parlement d'État en se faisant passer pour des touristes. Ils parviennent à faire rentrer des sécateurs et à couper les câbles retenant la sculpture, sans être vus, puis à sortir celle-ci dans une boîte à fleurs. Un coup de téléphone anonyme prévient plus tard l'administration du parlement de la disparition de la morue,. Le vol a un fort retentissement à l'époque, les parlementaires de la chambre des représentants faisant connaître leur refus de siéger tant que la morue ne serait pas rendue. Le Crimson établit assez rapidement la responsabilité du Lampoon dans le vol, et lui adresse un ultimatum dès le 26 avril. Soit ses membres acceptent de rendre la sculpture, leur journal et le Crimson étant présentés tous deux comme ayant recouvré la sculpture, soit le Crimson publie le résultat de son enquête. N'ayant pas de réponse du Lampoon, le Crimson publie dans son édition du lendemain matin les détails de l'affaire.
La police d’État du Massachusetts est appelée en renfort pour enquêter sur l'affaire. Elle va jusqu'à draguer la rivière Charles en espérant y retrouver la Morue. Les autorités découvrent par ailleurs assez vite que l'un des membres du Lampoon a pris un vol à destination de Newark dans le New Jersey. L'aéroport international de Logan d'où est parti l'étudiant est fouillé, de même que celui de Newark où l'étudiant est appréhendé, mais sans le moindre succès dans les deux cas. Le secrétariat du maire de Boston reçoit par ailleurs un coup de téléphone disant que « la morue sera restituée emmaillotée dans le drapeau municipal actuellement présent sur la façade de l'hôtel de ville […] essayez donc de nous arrêter au moment où nous capturerons le drapeau ». 
Deux jours après le vol, la police de l'université Harvard reçoit aussi un coup de fil anonyme expliquant comment retrouver la sculpture. Des policiers sont amenés, à la suite de ces informations, à prendre en filature une voiture sans plaque dans le quartier bostonais de West Roxbury. Après 20 minutes, deux hommes en sortent, habillés de chemises colorées dont les cols relevés couvrent la nuque, et portant des chapeaux qui cachent leur visage ; ils remettent la morue aux policiers avant de s'enfuir à vive allure,. Contrairement aux menaces, celle-ci n'est pas enroulée dans le drapeau de la mairie.
Le 28 avril, la Morue sacrée retrouve sa place à la Chambre des représentants, mais est suspendue 30 cm (6 pouces) plus haut afin d’empêcher un nouveau vol. Aucune poursuite n'a été engagée, et les détails concernant le traitement de la sculpture pendant ses 50 heures de « captivité » n'ont jamais été révélés,.

### Menaces ultérieures
L'existence de la sculpture est de nouveau menacée en 1941, lorsqu'une agence chargée de collecter de l'aluminium pour participer à l'effort de guerre est informée, à tort, que la Morue sacrée est faite en partie de ce métal, et demande qu'elle lui soit donnée. Christian Herter, alors Speaker of the House, rétorque que la sculpture est antérieure de 43 ans à la naissance de l'industrie de l'aluminium. Il fait par contre suivre cette demande au Sénat du Massachusetts où une autre sculpture de poisson, métallique celle-là, est exposée.
En 1968, la sculpture devient pour la seconde fois la cible d'étudiants, la menace venant cette fois de la toute nouvelle université du Massachusetts à Boston. Le 14 novembre, des étudiants volent la sculpture afin de protester contre la décision du parlement, qu'ils jugent arbitraire, de délocaliser le campus principal de l'établissement à Columbia Point. L'un des étudiants participant au vol se justifie en disant que « nous sommes scandalisés que le législateur se permette de dépenser entre 6 et 8 millions de dollars pour un nouveau campus, alors qu'à peine 5 % d'entre eux ont pris la peine de se déplacer pour rendre visite à notre université ». Un porte-parole anonyme du groupe d'étudiants fait par la suite savoir aux principaux journaux de la ville qu'ils n'entendent pas conserver la sculpture, et que celle-ci serait restituée en moins de deux mois. Trois jours après le vol, elle est retrouvée derrière l'une des portes de la Chambre de représentants.

## Autres symboles du Parlement

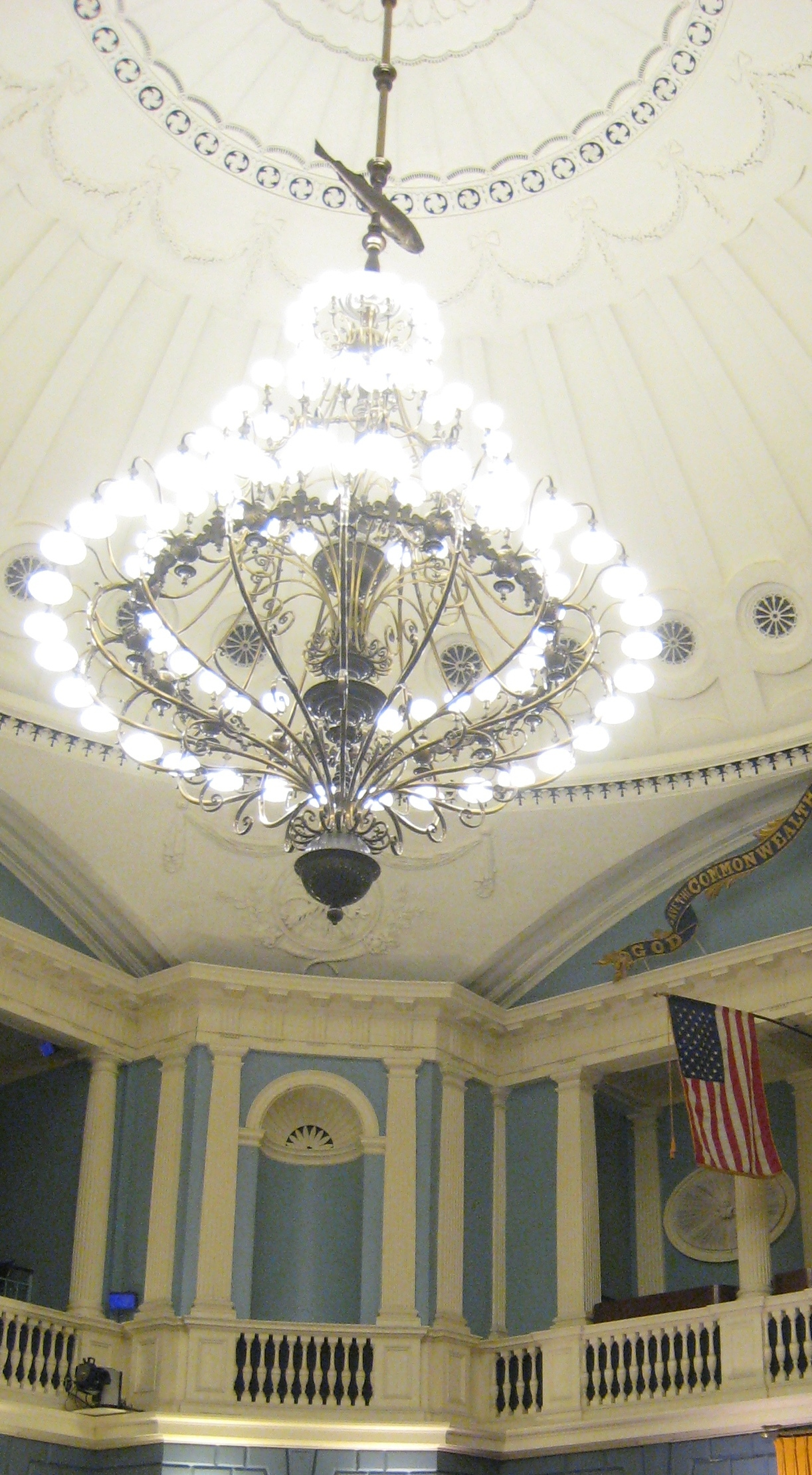
Le Holy Mackerel se trouve au-dessus du lustre central de la Chambre du Sénat du Massachusetts (2008).

Le Sénat du Massachusetts dispose lui aussi d'une représentation de poisson dans ses locaux. Celle-ci est faite de laiton, et est intégrée au lustre central de la chambre du sénat. Surnommée le Holy Mackerel (« Maquereau sacré ») en référence à la Morue sacrée, elle ne présente pas une histoire aussi riche que son alter ego de la Chambre des représentants.
Le bâtiment qui abrite les deux chambres comporte d'autres représentations artistiques symboliques, comme un cône qui orne la lanterne dans la partie supérieure de son dôme. Il rappelle l'importance qu'a occupé la sylviculture dans l'économie de la colonie du Massachusetts.

### Citations originales
1. ↑  (en) « There is a dim tradition that in the primitive House of Assembly of the Province there hung a codfish which was the gift of Judge Samuel Sewall [a judge at the Salem witch trials who] died in 1729. [But his] published remains make no mention of this traditional fish, and it is difficult to imagine that a man of his loquacious verbosity would have omitted to chronicle his munificence. »
2. ↑  (en) « this prehistoric creature of tradition... doubtless went up in a whirl of smoke which still clouds its history to the peering vision of the antiquarian »
3. ↑  (en) « disappeared from the State House and was doubtless destroyed, for the closest historical research fails to shed any light upon the time, manner or cause of its disappearance, or to disclose any reference to it whatever. Mayhap some burly British trooper, quartered in the improvised barracks of the old State House [during the Siege of Boston], took umbrage at the spick and span elegance of the newly painted emblem of colonial independence and thrift. Such a one may have torn down the cherished symbol from the wall whence it had offered aid and comfort to the rebel patriots, with its assurance of the material wealth accessible to the embryonic State, and, in spirit of vandalism so prevalent at that age, used it to replenish his evening camp fire. »
4. ↑  (en) « good reason to believe that this missing fish... was carved by one John Welch, a Boston patriot. »
5. ↑  (en) « to hang up the representation of a Cod Fish in the room where the House sit, as a memorial of the importance of the Cod-Fishery to the welfare of this Commonwealth... And so the emblem was suspended. »
6. ↑  (en) « In 1867, for a brief space, the fish was missing from its accustomed haunt; but it soon returned, brighter than before, in a new coat of submarine motley. Again, in 1874, while the chamber was being renovated, the codfish was taken down to be repainted; and at the time [the House's 'venerable doorkeeper'] Captain Tucker measured it, finding its length to be four feet and eleven inches. He also noted that it was carved from a solid piece of wood. »